# Lysiphragma mixochlora
Lysiphragma mixochlora är en fjärilsart som beskrevs av Edward Meyrick 1888. Lysiphragma mixochlora ingår i släktet Lysiphragma och familjen äkta malar. Inga underarter finns listade i Catalogue of Life.